# دوگانه (فیلم ۲۰۲۲)
دوگانه (به انگلیسی: Dual) یک فیلم دلهره‌آور طنزی علمی تخیلی آمریکایی محصول سال ۲۰۲۲ به نویسندگی، کارگردانی و تهیه‌کنندگی ریلی استرنز است. کارن گیلان، بیولا کوال، تئو جیمز و آرون پال در این فیلم به ایفای نقش پرداخته‌اند. خلاصه داستان زنی را روایت می‌کند که پس از بهبودی غیرمنتظره از یک بیماری لاعلاج مجبور می‌شود با یک کلون از خودش تا سر حد مرگ مبارزه کند. این فیلم برای اولین بار در ۲۲ ژانویه ۲۰۲۲ در جشنواره فیلم ساندنس ۲۰۲۲ به نمایش درآمد و در ۱۵ آوریل ۲۰۲۲ توسط آرال‌جی‌ای فیلمز در ایالات متحده منتشر شد.

## بازیگران
- کارن گیلان در نقش سارا / سارا دوبل
- آرون پال در نقش ترنت
- تئو جیمز در نقش رابرت مایکلز
- بیولا کوال در نقش پیتر
- مایجا پاونیو در نقش مادر سارا
- سانا-یونه هاید در نقش دکتر
- آندری آلن در نقش متخصص فنی
- کریس گامروس در نقش تام